# Zeyvə (Goranboy)
Zeyvə è un comune dell'Azerbaigian situato nel distretto di Goranboy. Conta una popolazione di 1 759 abitanti.